# Hochharz (FFH-Gebiet)
Der Hochharz ist ein FFH-Gebiet in den Städten Oberharz am Brocken, Wernigerode und Ilsenburg (Harz) im Landkreis Harz in Sachsen-Anhalt.

## Allgemeines
Das FFH-Gebiet ist circa 6012 Hektar groß (beim Bundesamt für Naturschutz ist die Größe mit 6023 Hektar angegeben). Es überlagert sich vollständig mit dem circa 6103 Hektar großen EU-Vogelschutzgebiet „Vogelschutzgebiet Hochharz“ (hier ist die Größe beim Bundesamt für Naturschutz mit 6112 Hektar angegeben), das zusätzlich einen Teil des FFH-Gebietes „Rohnberg, Westerberg und Köhlerholz bei Ilsenburg“ umfasst. Weiterhin überlagert es sich mit dem Landschaftsschutzgebiet „Harz und nördliches Harzvorland“. Am Südrand des FFH-Gebietes ist ein Teil als Naturschutzgebiet „Bachtäler im Oberharz um Braunlage“ ausgewiesen. Nach Westen grenzt es an das FFH-Gebiet „Nationalpark Harz (Niedersachsen)“ und EU-Vogelschutzgebiet „Nationalpark Harz“. Im Nordwesten grenzt es kleinflächig an das FFH-Gebiet „Ecker- und Okertal“, im Nordosten ebenfalls nur kleinflächig an das FFH-Gebiet „Rohnberg, Westerberg und Köhlerholz bei Ilsenburg“ sowie im Süden wiederum kleinflächig an das als Naturschutzgebiet ausgewiesene FFH-Gebiet „Harzer Bachtäler“. Es ist durch die Landesverordnung zur Unterschutzstellung der Natura 2000-Gebiete im Land Sachsen-Anhalt (N2000-LVO LSA) seit dem 21. Dezember 2018 rechtlich gesichert. Ein 1890 Hektar großer Bereich um den Brocken war ab 1967 bereits als Naturschutzgebiet „Oberharz“ ausgewiesen. Zuständige untere Naturschutzbehörde ist der Landkreis Harz.

## Beschreibung
Das FFH-Gebiet liegt westlich und südwestlich von Wernigerode im Naturpark Harz/Sachsen-Anhalt und größtenteils im Nationalpark Harz. Es wird von weitläufigen Wäldern eingenommen. Durch die Wälder verlaufen zahlreiche Bäche, darunter Kalte Bode, Wormke und Bach am Renneckenberg. Im Nordwesten liegt der auf dem Gebiet von Sachsen-Anhalt liegende Teil der Eckertalsperre innerhalb des FFH-Gebietes.
In den Hochlagen von circa 800 bis 1100 m ü. NN stocken ausgedehnte Fichtenwälder. Lediglich die Brockenkuppe ist waldfrei. Zu den Fichten gesellen sich teilweise Vogelbeere, Hängebirke und Moorbirke. In der Krautschicht siedeln unter anderem Wolliges Reitgras, Siebenstern, Rippenfarn und Heidelbeere sowie die Moose Dicranum majus, Plagiothecium undulatum (Gewelltblättrige Schiefkapselmoos), Sphagnum girgensohnii, Buxbaumia viridis (Grünes Koboldmoos) und Orthotrichum rogeri (Rogers Kapuzenmoos) und die Flechten Pseudevernia furcacea, Vulpicida pinastri und Hypogymnia farinacea. Die Fichtenwälder liegen in der Naturdynamikzone des Nationalparks Harz, in der die Natur sich selbst überlassen wird.
Weitere Waldgesellschaften im FFH-Gebiet sind Buchenwälder. Sie werden noch bewirtschaftet und sind relativ artenarm. In der Krautschicht siedeln unter anderem Weißliche Hainsimse, Gewöhnlicher Dornfarn und Zweiblättriges Schattenblümchen. Die Buchenwälder verfügen nur über einen geringen Totholzanteil. Stellenweise sind Schlucht- und Hangmischwälder ausgebildet. Hier treten in der Krautschicht Alpenmilchlattich, Ausdauerndes Silberblatt und Platanenblättriger Hahnenfuß auf. Entlang von Bächen, insbesondere an der unteren Wormke, sind Erlen-Eschenwälder mit Schwarzerle und Traubenkirsche ausgebildet. In der Krautschicht siedeln Sumpfpippau, Hohe Schlüsselblume, Platanenblättriger Hahnenfuß und Hainsternmiere.
Am Brocken und am Renneckenberg befinden sich Blockschutthalden mit schütterer Vegetation, die sich häufig auf verschiedene Flechtenarten beschränkt. In Felsspalten siedelt Felsspaltenvegetation mit Braunstieligem Streifenfarn und verschiedenen Flechtenarten. Kleinflächig sind in der Umgebung von Drei Annen Hohne und Schierke auf Schlackenresten und Halden des Bergbaus Schwermetallrasen unter anderem mit Galmeigrasnelke, Harzer Frühlingsmiere und Hallersche Schaumkresse ausgebildet.
In die Wälder sind vielfach Moore und vermoorte Bereiche eingebettet. Hochmoore gelten als eines der wichtigsten Schutzgüter des Nationalparks Harz. Sie beherbergen beispielsweise Rosmarinheide, Scheidiges Wollgras, Gewöhnliche Moosbeere, Armblütige Segge und Rasenbinse. In Übergangs- und Schwingmooren siedeln unter anderem Schmalblättriges Wollgras, Gewöhnliche Moosbeere, Schnabelsegge und Wiesensegge. In den Randlagen von Hoch- und Übergangsmooren stocken Moorwälder mit Fichten und Moorbirke. Hier siedeln unter anderem Schwarze Krähenbeere, Gewöhnliche Moosbeere, Rauschbeere, Scheidiges Wollgras und Blaues Pfeifengras. Auf der Brockenkuppe siedelt eine besonders wertvolle und in Deutschland einmalige Heidegesellschaft unter anderem mit Besenheide, Alpenhabichtskraut, der hier Brockenanemone genannten Alpenkuhschelle, Brockenhabichtskraut und verschiedene Moose und Flechten. Um die Heide zu erhalten, wird sie regelmäßig gepflegt und nachgepflanzt. Zeitweise werden die Flächen zur Pflege auch beweidet.
Kleinflächig sind im FFH-Gebiet auch artenreiche Wiesen ausgebildet. Wasservegetation ist, wenn auch nur artenarm, nur in den unteren Bereichen der Kalten Bode und der Wormke ausgebildet.
Das Gebiet ist Lebensraum für Luchs und Wildkatze sowie verschiedene Fledermausarten wie Zweifarbfledermaus, Nordfledermaus, Zwergfledermaus und Kleine Bartfledermaus. Im Bereich der Blockschutthalden ist der Gartenschläfer zu finden. Er hat hier seine einzige bekannte Population in Sachsen-Anhalt. Das Gebiet ist auch Lebensraum verschiedener Insekten, darunter Bock- und Buntkäfer, Libellen und zahlreicher Schmetterlinge sowie verschiedener Weberknechte und Webspinnen.
Das Gebiet ist Lebensraum unter anderem von Raufußkauz, Sperlingskauz und Wanderfalke sowie Tannenhäher und den Spechtarten Grauspecht, Schwarzspecht und Mittelspecht. Entlang der Bäche sind Wasseramsel und Gebirgsstelze heimisch. Auf der Brockenkuppe brüten Grünlaubsänger und Ringdrossel. Aus den 1990er-Jahren liegen Beobachtungen des Auerhuhns vor, die aus einem niedersächsischen Auswilderungsprojekt stammten. Der Bestand gilt mittlerweile als erloschen.
Im Süden des Gebietes verlaufen die Kreisstraße 1356, die von Schierke auf den Brocken führt, und die Brockenbahn innerhalb des FFH-Gebietes.